# Synodontis geledensis
Synodontis geledensis är en fiskart som beskrevs av Günther, 1896. Synodontis geledensis ingår i släktet Synodontis och familjen Mochokidae. IUCN kategoriserar arten globalt som livskraftig. Inga underarter finns listade i Catalogue of Life.